# Gregory Soto
Gregory Soto (Bajos de Haina, República Dominicana, 11 de febrero de 1995), es un jugador profesional dominicano de béisbol que se desempeña en la posición de lanzador en Baltimore Orioles, equipo de las Grandes Ligas de Béisbol (MLB).

## Carrera
Soto hizo su debut en la MLB con el equipo Detroit Tigers, en el cual jugó cuatro temporadas (2019-2022), después pasó a Philadelphia Phillies (2023-2024), posteriormente a Baltimore Orioles, donde lleva jugando una temporada.